# Ángel Albino Corzo
Ángel Albino Corzo est une municipalité du Chiapas, au Mexique. Elle couvre une superficie de 1 748,81 km2  et compte 28 162 habitants en 2015.